# جزیره حالول
جزیرهٔ حالول یکی از جزیره‌های کوچک در خلیج فارس و در عین حال یکی از مهمترین جزایر برای کشور قطر است.
فاصلهٔ دریایی این جزیره از خارک ۲۵۰ کیلومتر و از جزایر قوین ۲۲۹ کیلومتر است. حالول در سمت خاوری قطر واقع شده و چاه‌های نفت نزدیک به آن عبارت‌اند از میدان مَهزَم و العِدّ الشَرقی. جزیرهٔ حالول دارای ذخیره‌گاه‌ها و تأسیسات نفتی است.
این جزیره که حدود ۹۰ کیلومتر (۵۶ مایل) شمال خاوری دوحه واقع شده‌است، به عنوان یک منطقه ذخیره‌سازی و پایانه بارگیری نفت از میادین فراساحلی اطراف عمل می‌کند. یکی از پایگاه‌های اصلی نیروی دریایی قطر نیز در حالول است. گارد ساحلی قطر نیز نیز یک پایگاه عملیاتی در این جزیره دارد.
در اوایل دهه ۱۹۰۰ قایق‌های صید مروارید به حالول رفت و آمد می‌کردند.

## پیشینه
در میان اروپاییان، جیمز اشلی ماود اولین بار در ژوئیه ۱۸۱۷ نام این جزیره را ثبت کرد و از آن به عنوان «جزیره هاولول» یاد کرد. ماود همچنین به نزدیکی این جزیره به بسترهای بزرگ مروارید اشاره می‌کند.
در سال ۱۸۲۳، اولین نقشه جزیره توسط کاپیتان جورج بارنز براکس تهیه شد. در خاطرات براکس که پس از مرگش در سال ۱۸۵۶ منتشر شد، او شرح مختصری از جزیره و همچنین موقعیت جغرافیایی آن ارائه کرد. او نوشت که جزیره مرتفع است و به وجود چاه‌هایی در آن اشاره کرد. مشخص نیست که آیا این چاه‌ها پدیده‌های طبیعی مانند فروچاله‌ها بوده‌اند یا توسط ماهیگیران کنده شده بودند. او همچنین به ارتفاع زیاد جزیره اشاره می‌کند و ادعا می‌کند که حالول پیشتر به عنوان «جزیره مِی» شناخته می‌شد.

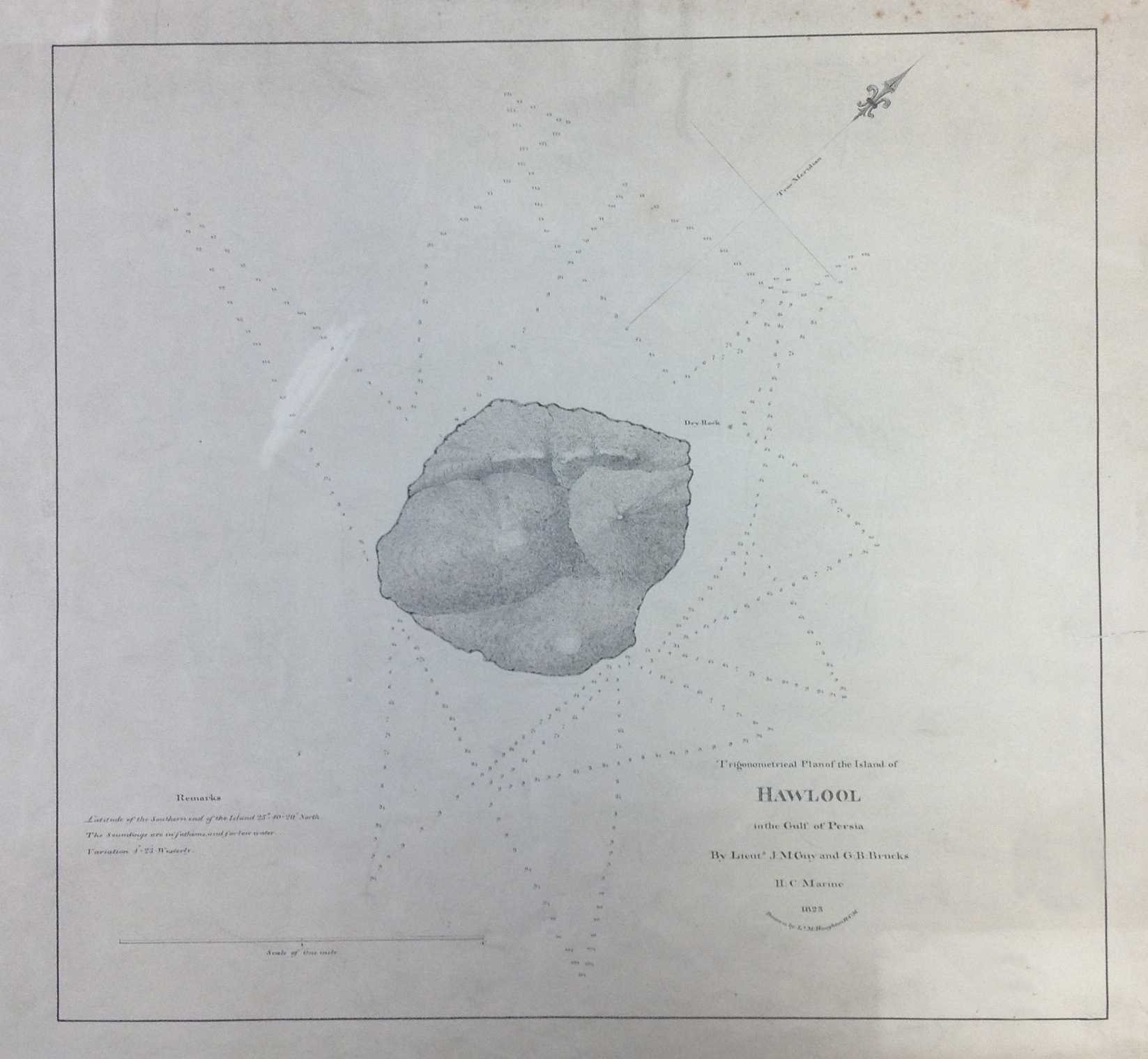
"طرح مثلثاتی جزیره حالول در خلیج فارس" نوشته جی بی بروکز (۱۸۲۳)

آب‌نگار اسکاتلندی جیمز هورسبورگ در راهنمای خود در سال ۱۸۵۵ در فهرست راهنمای هند توصیفی از این جزیره نوشت. گزارش او تفاوت چندانی با توصیف قبلی ارائه شده توسط ماود در سال ۱۸۱۷ نداشت

## جغرافیا
این جزیره در ۷۲ مایلی جنوب شرقی راس راکان، و حدود ۵۰ مایلی شمال شرقی دوحه پایتخت قرار دارد. طول آن تقریباً ۱ مایل است. زمین آن تپه‌ماهوری است و بلندترین قله آن ۲۰۲ فوت است. این جزیره از فاصله حدود ۱۵ مایلی قابل مشاهده است و صخره ای در اطراف آن وجود دارد که تا ۰٫۲ مایلی دور از ساحل امتداد دارد. این جزیره شرقی‌ترین خشکی قطر است. جزیره حالول با فاصله ۸۰ کیلومتری از نزدیکترین نقطه خاک اصلی قطر، یعنی راس ابوقرن در ساحل شمال شرقی الخور، دورافتاده‌ترین جزیره این کشور نیز می‌باشد. این جزیره مستعد بادهای شمال است. در ۴۵ مایلی شمال خاوری جزیره، آب‌تل صخره ای و کم‌عمق «شاه اَلوم» قرار دارد.

### زمین‌شناسی
بیشتر سطح جزیره روی لایه‌های دیرینه‌زیستی قرار دارد. سازند هرمز دوره کامبرین لایه سطحی غالب است. این یکی از تنها دو قلمرو قطر است که روی سطح دیرینه‌زیستی قرار دارد. اکسیدهای آهن مانند هماتیت و اخرا در این جزیره یافت می‌شود، اما به دلیل هزینه‌های بالای استخراج و ترابری مورد بهره‌برداری قرار نگرفته‌اند.

### حیات وحش
این جزیره به عنوان زیستگاه چندین گونه از جانداران دریایی و پرندگان دریایی عمل می‌کند. بیش از ۸۰ بز کوهی در منظره تپه‌ای آن زندگی می‌کنند، که از گروهی متشکل از شش بز کوهی که برای اولین بار در سال ۱۹۶۳ به جزیره منتقل شدند، زاد ولد داشته‌اند. وزارت شهرداری و محیط زیست (MME) با قطر پترولیوم برای حفاظت و رشد حیات وحش جزیره همکاری می‌کند. از جمله مهمترین اقدامات انجام شده می‌توان به کاشت ۴۰۰ درخت مقاوم در برابر شوری و ایجاد مکان‌های حفاظت شده لانه‌سازی لاک‌پشت‌های دریایی اشاره کرد.

## صنایع
اندکی پس از آغاز فعالیت‌های نفتی، در اواسط دهه ۱۹۵۰، دولت شروع به سرمایه‌گذاری منابع برای تبدیل حالول به یک پایانه بارگیری نفت کرد. اهمیت این جزیره در دهه ۱۹۶۰ بعد از اینکه دولت آغاز به ایجاد میادین نفتی فراساحلی کرد بیشتر شد. بین سال‌های ۱۹۶۴ و ۱۹۶۶، زیرساخت‌های صنعتی در این جزیره ساخته شد. تا تاریخ ۲۰۱۵ این جزیره ۱۱ مخزن سقفی شناور خارجی با ظرفیت کلی ۵ میلیون بشکه نفت خام را در خود جای می‌داد.
حالول برق خود را تولید می‌کند. دارای ۹ ژنراتور توربو با ظرفیت ۴۳ مگاوات است. دو واحد آب شیرین کن حالول دارای ظرفیت روزانه ۴۰۰ متر مکعب (۱۱۰٬۰۰۰ گالون آمریکایی).

## نگاره‌ها

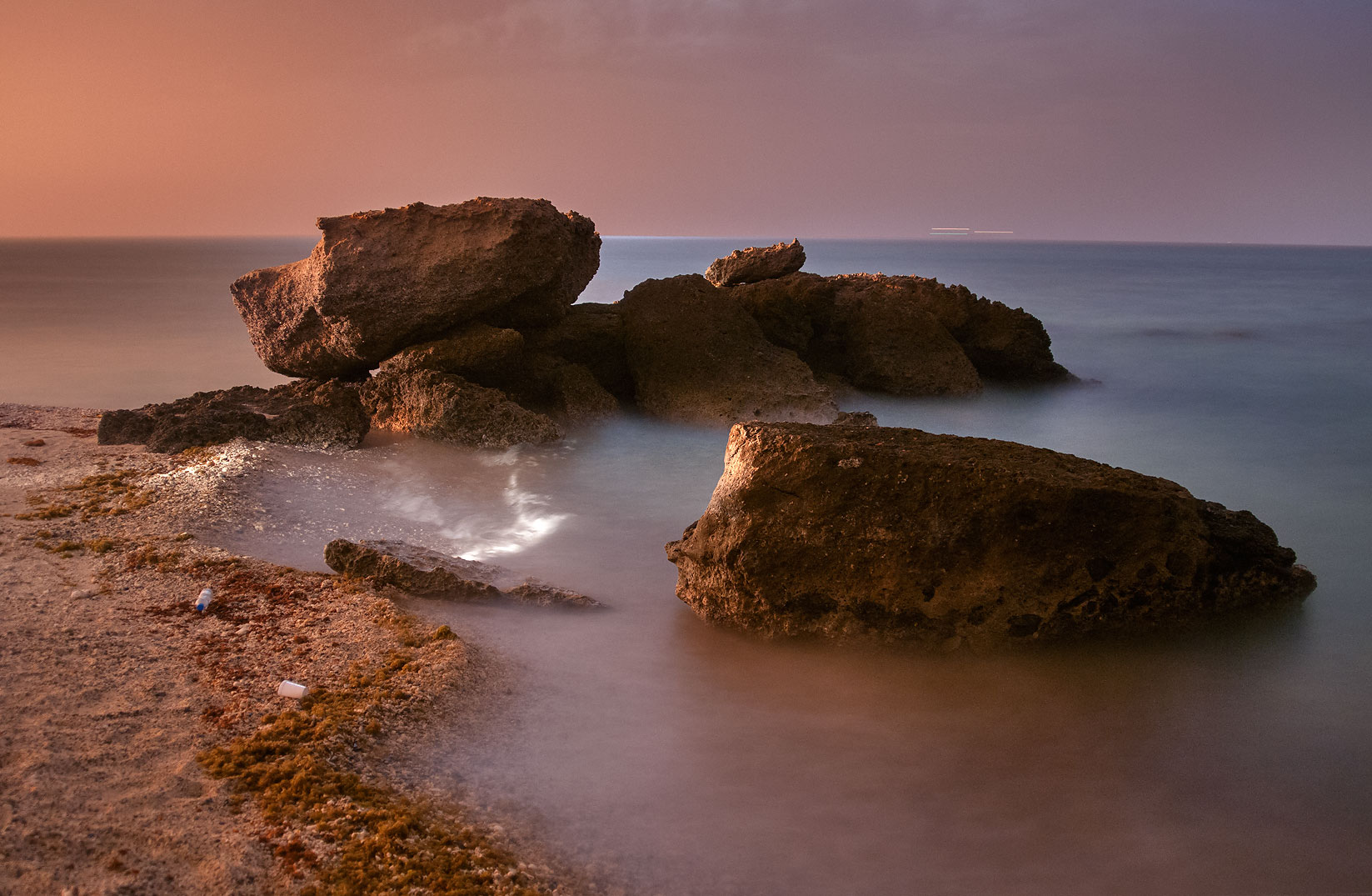
صخره‌هایی در دریا که توسط شعله‌های گاز پالایشگاه‌های نفت روشن شده‌اند
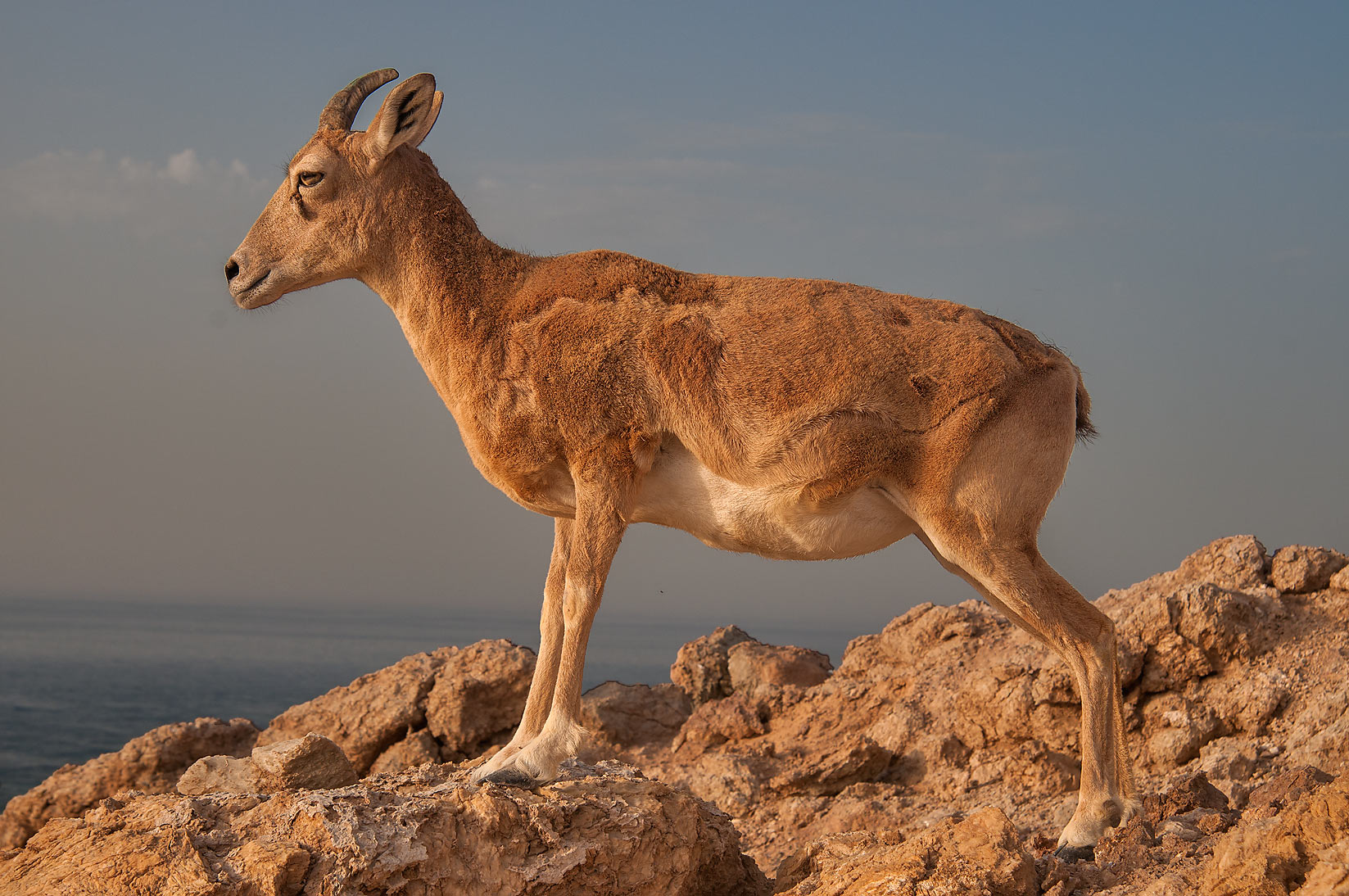
یک بز کوهی در نوک شمالی جزیره حالول
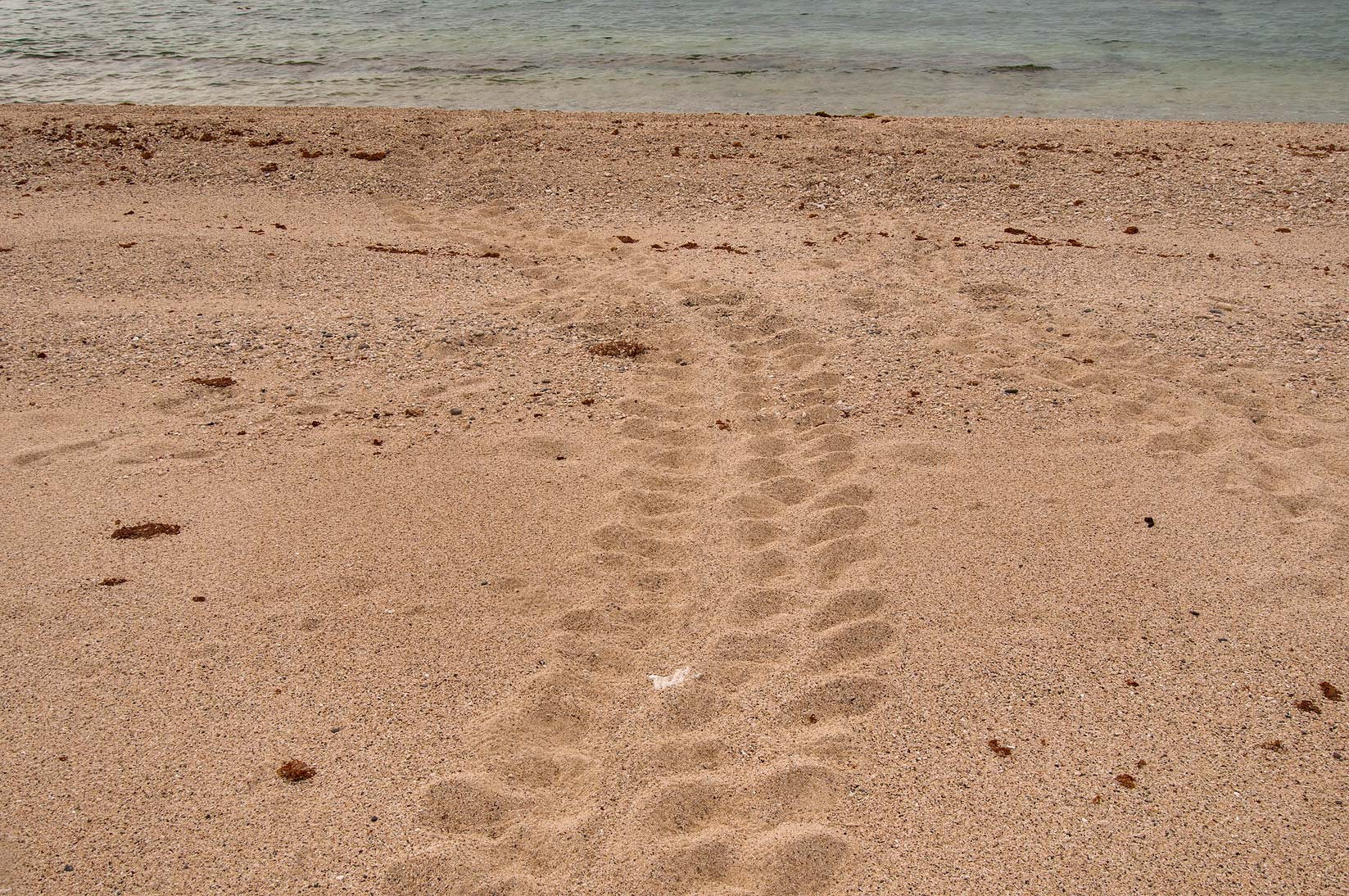
رد لاک پشت‌های دریایی در سمت غربی جزیره حالول